# 1859

## Esdeveniments
Països Catalans
- 1 de maig, Barcelona: Es fan els primers Jocs Florals de Catalunya de l'època moderna.
- 28 de juny, Barcelona: Narcís Monturiol fa al port les primeres proves de respiració del submarí Ictíneo I.
- 23 de setembre, Barcelona: Narcís Monturiol aconsegueix que el submarí Ictíneo I es mantingui dues hores submergit al port tot funcionant correctament.

Resta del món
- 4 de febrer: muntanya del Sinaí, Egipte: Konstantin von Tischendorf hi descobreix el Còdex Sinaiticus.
- 24 de juny: Solferino (Itàlia): Els exèrcits de França i Sardenya-Piemont derroten les forces de l'Imperi Austríac en la que passarà a ser coneguda com a batalla de Solferino.[1]
- 27 de juny - Tractat de Tiajin o Tientsin, entre el govern de la dinastia Qing (Xina) i el Segon Imperi Francès. També s'ha inclòs com un dels Tractats desiguals entre estats d'Àsia i les potencies occidentals.[2]
- 16 de setembre: David Livingstone descobreix el llac Nyassa, a l'Àfrica austral.[3]
- 24 de novembre: Londres, Regne de la Gran Bretanya i Irlanda: Charles Darwin hi publica L'origen de les espècies.
- 18 de desembre - Torí: Sant Joan Bosco funda la Societat Salesiana, una Congregació clerical coneguda pel nom salesians.

## Naixements
Països Catalans
- 14 de gener, Alella, província de Barcelona: Francesc Ferrer i Guàrdia, pedagog i anarquista fundador de l'Escola Moderna.
- 2 de març, Vilanova i la Geltrú: Gaspar Miró i Lleó, pintor
- 21 de març, Sabadell: Manuel Ribot i Serra, bibliotecari, arxiver, historiador, dramaturg i poeta català.
- 24 d'abril, Camporrobles, Plana d'Utiel: Fidel García Berlanga, advocat, polític i terratinent valencià
- 21 d'octubre, Vilanova i la Geltrú: Francesc Macià i Llussà, president de la Generalitat de Catalunya
- 13 de desembre, Sabadell: Narcisa Freixas i Cruells, compositora catalana i pedagoga musical.[4]
- Cotlliure: Jean-François Caloni, enginyer militar, polític i historiador que participà en la Batalla de Verdun.

Resta del món
- 9 de gener, Ripon, Wisconsin (EUA): Carrie Chapman Catt, sufragista estatunidenca[5]

- 19 de gener, Toronto: Alice Eastwood, botànica que dona nom als gèneres Eastwoodia i Aliciella.[6]
- 23 de gener, Dublín: Katharine Tynan, poetessa i escriptora irlandesa[7]
- 10 de febrer, París: Alexandre Millerand, advocat, periodista, President de la República Francesa
- 13 de febrer, Hèlsinki: Ida Moberg, compositora i directora d'orquestra finlandesa[8]

- 19 de febrer, Viks slott, Suècia: Svante August Arrhenius, químic suec, premi Nobel 1903
- 27 de febrer, Viena, Àustria: Bertha Pappenheim, feminista austríaca jueva i defensora dels drets de la dona i del nen [9]
- 8 de març, Edimburg, Escòcia: Kenneth Grahame, escriptor escocès[10]
- 25 d'abril, Nottinghamshare: Beatrice Tomasson, alpinista anglesa de les Dolomites.[11]
- 2 de maig, Walsall, Staffordshire, Regne Unit: Jerome K. Jerome, escriptor humorístic anglès[12]
- 4 de maig, Madrid: Julia de Asensi y Laiglesia, escriptora espanyola del Romanticisme, periodista i traductora[13]
- 15 de maig, París: Pierre Curie, físic francès. Descobridor de la piezoelectricitat. Premi Nobel de Física l'any 1903, juntament amb Marie Curie i Antoine Henri Becquerel, per les investigacions en el camp la radiació descoberta per Henri Becquerel.[14]
- 22 de maig, Edimburg, Escòcia: Arthur Conan Doyle, escriptor escocès, creador del famós detectiu Sherlock Holmes[15]
- 26 de maig, Imola, Bolonya: Giuseppina Cattani, metgessa patòloga italiana, investigadora del tètanus[16]
- 31 de maig, París: Laure de Chevigné, salonnière i socialité francesa del s. XIX[17]
- 23 de juny, Nàpols: Giovanni Battista Licata, científic i explorador.
- 27 de juny, Louisville (Kentucky): Mildred J. Hill, compositora estatunidenca autora de «Good Morning to All», melodia més tard utilitzada per a «Happy Birthday to You»[18]
- 6 de juliol, Olshammar, Suècia: Verner von Heidenstam, escriptor suec, Premi Nobel de Literatura de l'any 1916[19]
- 26 de juliol, Courrières: Virginie Demont-Breton, pintora francesa[20]
- 4 d'agost, Lom, Noruega: Knut Hamsun (Knut Pedersen), escriptor noruec, Premi Nobel de Literatura de l'any 1920[21]
- 15 d'agost, Sevilla: Blanca de los Ríos Nostench, escriptora, pintora i editora espanyola [22]
- 18 d'agost, Skagen, Dinamarca: Anna Ancher, pintora impressionista danesa[23]
- 3 de setembre, Castras, Llenguadoc. Jean Jaurès, dirigent i polític francès[24]
- 29 de setembre, Veliko Tarnovo, Bulgària: Vela Blagòeva, pedagoga i escriptora, fundadora del moviment de dones a Bulgària.[25]
- 8 d'octubre, París: Henry Louis Le Châtelier, químic francès[26]
- 9 d'octubre, Mulhouse, Alsàcia: Alfred Dreyfus, militar jueu francès, protagonista d'un judici per espionatge
- 18 d'octubre, París: Henri Louis Bergson, escriptor, filòsof i professor universitari francès guardonat amb el Premi Nobel de Literatura l'any 1927.
- 20 d'octubre, 
  - Burlington, Vermont, EUA: John Dewey, filòsof, pedagog i psicòleg estatunidenc.[27]
  - Londres: Margaret Jane Benson, botànica i professora d'universitat britànica[28]
- 3 de setembre, Castras, Llenguadoc: Jean Jaurès, dirigent i polític francès
- 12 de setembre, Filadèlfia, Pennsilvània, EUA: Florence Kelley reformadora social i feminista nord-americana[29]
- 16 de setembre, Henan, Xina: Yuan Shikai militar i polític xinès. President de la República de la Xina.[30]
- 22 de novembre, Weimar: Helene Böhlau, escriptora alemanya[31]
- 29 de novembre, Weimar, Turíngia: Rudolf von Milde, baríton alemany.
- 2 de desembre, París, França: Georges Seurat, pintor francès, fundador del neoimpressionisme[32]
- 15 de desembre, Białystok, Polònia: Ludwik Lejzer Zamenhof, físic polonès, creador de l'idioma esperanto.
- 25 de desembre, Estocolm: Anna Palm de Rosa, pintora paisatgista sueca[33]
- 29 de desembre, Cuatro Ciénegas, Coahuila: Venustiano Carranza, president de Mèxic

- Ebersbach, Saxònia: Bruno Röthig, músic romàntic.
- Viena: Emile Steger, cantant d'òpera.
- Saragossa, Espanya: Maria Luisa de la Riva i Callol-Muñoz, pintora espanyola especialitzada en pintura de natura morta i de flors[34]

## Necrològiques
Països Catalans
- 29 de desembre, Barcelona: Pròsper de Bofarull i Mascaró, arxiver i historiador català (n. 1777).

Resta del món
- 20 de gener, Berlín: Bettina von Arnim, escriptora i compositora alemanya del romanticisme (n.1785).[35]
- 22 de gener: Joseph Ludwig Raabe, matemàtic suís (n. 1801).
- 28 de gener: Frederick John Robinson, primer ministre britànic (n. 1782).[36]
- 10 de març, Viena: Pauline Schöller, soprano austríaca (m. 1941).[37]
- 16 d'abril, Canes, Provença, França: Alexis de Tocqueville, pensador, jurista, polític i historiador francès (n. 1805).[38]
- 5 de maig, Göttingen: Johann Peter Gustav Lejeune Dirichlet, matemàtic (n. 1805).
- 6 de maig: Alexander von Humboldt.
- 11 de juny, Viena (Àustria): Klemens Wenzel (o Clemens Wenceslaus) Nepomuk Lothar, príncep de Metternich-Winneburg a Beilstein, polític austríac (n. 1773).[38]
- 23 de juliol, París: Marceline Desbordes-Valmore, cantant, actriu i poetessa francesa (n. 1786).[39]
- 4 d'agost, Ars-sur-Formans, França: Jean-Marie Vianney, conegut com el rector d'Ars (n. 1786).[40]
- 15 de setembre - Portsmouth (Anglaterra): Isambard Kingdom Brunel, enginyer britànic (n. 1806).[38]
- 16 de desembre, Berlín: Wilhelm Grimm, germà menor dels germans Grimm, coneguts per recopilar de contes infantils.
- París: Pierre Claude François Delorme, pintor neoclàssic francès que es va dedicar especialment a la pintura d'història.
- Anton Forti, cantant.